# Groupe A des éliminatoires de la Coupe d'Afrique des nations de football 2021
Navigation
Tour préliminaire Groupe B
Le groupe A des éliminatoires de la Coupe d'Afrique des nations de football 2021 est une compétition qualificative pour la phase finale de la Coupe d'Afrique des nations de football 2021. Ce groupe est composé de la Guinée, du Mali, de la Namibie et du Tchad. Les matchs sont initialement prévus de novembre 2019 à novembre 2020, mais les journées 3 à 6 sont repoussées en raison de la pandémie de Covid-19.

## Tirage au sort
Le tirage au sort se déroule le 18 juillet 2019 au Caire, pendant la CAN 2019. Les 51 sélections africaines sont classées dans cinq chapeaux selon leur classement FIFA.
Le tirage au sort désigne les équipes suivantes dans le groupe A :
- Chapeau 1 :  Mali (10e du classement CAF et 62e du classement FIFA)
- Chapeau 2 :  Guinée (13e du classement CAF et 71e du classement FIFA)
- Chapeau 3 :  Namibie (28e du classement CAF et 113e du classement FIFA)
- Chapeau 5 :  Tchad (49e du classement CAF et 176e du classement FIFA)

## Déroulement
Le Tchad se voit disqualifier des qualifications en mars 2021, avant la 5e journée, pour ingérence politique dans les affaires de la Fédération. Les matchs contre le Mali et la Namibie des deux dernières journées sont perdus par forfait sur le score de 3-0.

## Résultats

### Classement
| Rang | Équipe  | Pts | J | G | N | P | Bp | Bc | Diff |  | Résultats (▼ dom., ► ext.) |     |     |     |     |
| ---- | ------- | --- | - | - | - | - | -- | -- | ---- |  | -------------------------- | --- | --- | --- | --- |
| 1    | Mali    | 13  | 6 | 4 | 1 | 1 | 10 | 4  | +6   |  | Mali                       |     | 2-2 | 1-0 | 3-0 |
| 2    | Guinée  | 11  | 6 | 3 | 2 | 1 | 8  | 5  | +3   |  | Guinée                     | 1-0 |     | 2-0 | 1-0 |
| 3    | Namibie | 9   | 6 | 3 | 0 | 3 | 8  | 7  | +1   |  | Namibie                    | 1-2 | 2-1 |     | 2-1 |
| 4    | Tchad   | 1   | 6 | 0 | 1 | 5 | 2  | 12 | -10  |  | Tchad                      | 0-2 | 1-1 | 0-3 |     |

### Matchs
| 1re journée                  | Namibie                            | 2 - 1   | Tchad         | Sam Nujoma Stadium, Windhoek      |                                   |
| 13 novembre 2019 17:00 UTC+2 | Adoassou 66e (csc) · Katjiukua 76e | (0 - 0) | 68e Ndouassel | Arbitrage : Mohamed Diraneh Guedi | Arbitrage : Mohamed Diraneh Guedi |
| 13 novembre 2019 17:00 UTC+2 | Rapport                            |         |               | Arbitrage : Mohamed Diraneh Guedi | Arbitrage : Mohamed Diraneh Guedi |

| 14 novembre 2019 | Mali                            | 2 - 2   | Guinée                   | Stade du 26-Mars, Bamako          |                                   |
| 19:00 UTC±0      | A. Traoré 56e · Sylla 71e (csc) | (0 - 0) | 66e N. Keita · 75e Condé | Arbitrage : Noureddine El Jaafari | Arbitrage : Noureddine El Jaafari |
| 19:00 UTC±0      | Rapport                         |         |                          | Arbitrage : Noureddine El Jaafari | Arbitrage : Noureddine El Jaafari |

| 2e journée                   | Tchad   | 0 - 2   | Mali                       | Stade omnisports Idriss-Mahamat-Ouya, N'Djaména |                          |
| 17 novembre 2019 13:00 UTC+2 |         | (0 - 2) | 14e Djenepo · 45+4e Camara | Arbitrage : Dahane Beida                        | Arbitrage : Dahane Beida |
| 17 novembre 2019 13:00 UTC+2 | Rapport |         |                            | Arbitrage : Dahane Beida                        | Arbitrage : Dahane Beida |

| 17 novembre 2019 | Guinée                | 2 - 0   | Namibie | Stade du 28-Septembre, Conakry       |                                      |
| 16:00 UTC±0      | Sylla 42e · Kanté 70e | (1 - 0) |         | Arbitrage : Kouassi Attisso Attiogbe | Arbitrage : Kouassi Attisso Attiogbe |
| 16:00 UTC±0      | Rapport               |         |         | Arbitrage : Kouassi Attisso Attiogbe | Arbitrage : Kouassi Attisso Attiogbe |

| 3e journée                   | Guinée     | 1 - 0   | Tchad | Stade du 28-Septembre, Conakry  |                                 |
| 11 novembre 2020 16:00 UTC±0 | Camara 44e | (1 - 0) |       | Arbitrage : Mohamed Maarouf Eid | Arbitrage : Mohamed Maarouf Eid |
| 11 novembre 2020 16:00 UTC±0 | Rapport    |         |       | Arbitrage : Mohamed Maarouf Eid | Arbitrage : Mohamed Maarouf Eid |

| 13 novembre 2020 | Mali             | 1 - 0   | Namibie | Stade du 26-Mars, Bamako       |                                |
| 19:00 UTC±0      | Touré 33e (pen.) | (1 - 0) |         | Arbitrage : Mohamed Ali Moussa | Arbitrage : Mohamed Ali Moussa |
| 19:00 UTC±0      | Rapport          |         |         | Arbitrage : Mohamed Ali Moussa | Arbitrage : Mohamed Ali Moussa |

| 4e journée                   | Tchad                                    | 1 - 1   | Guinée                | Stade omnisports Idriss-Mahamat-Ouya, N'Djaména |                             |
| 15 novembre 2020 17:00 UTC+1 | Abdraman 45e                             | (1 - 1) | 24e N. Keita          | Arbitrage : Boureima Sanogo                     | Arbitrage : Boureima Sanogo |
| 15 novembre 2020 17:00 UTC+1 | Mbangossoum 41e, 88e · Mouandilmadji 42e | Rapport | 42e Falette · 82e Sow | Arbitrage : Boureima Sanogo                     | Arbitrage : Boureima Sanogo |

| 17 novembre 2020 | Namibie      | 1 - 2   | Mali                    | Sam Nujoma Stadium, Windhoek    |                                 |
| 21:00 UTC+2      | Kambindu 39e | (1 - 2) | 12e Koïta · 37e Doumbia | Arbitrage : Ali Mohamed Adelaid | Arbitrage : Ali Mohamed Adelaid |
| 21:00 UTC+2      | Rapport      |         |                         | Arbitrage : Ali Mohamed Adelaid | Arbitrage : Ali Mohamed Adelaid |

| 5e journée               | Guinée     | 1 - 0   | Mali | Stade du 28-Septembre, Conakry |                              |
| 24 mars 2021 16:00 UTC±0 | Soumah 75e | (0 - 0) |      | Arbitrage : Youssef Essrayri   | Arbitrage : Youssef Essrayri |
| 24 mars 2021 16:00 UTC±0 | Rapport    |         |      | Arbitrage : Youssef Essrayri   | Arbitrage : Youssef Essrayri |

| 24 mars 2021 | Tchad   | 0 - 3 (Forfait) | Namibie |  |  |
|              |         |                 |         |  |  |
|              | Rapport |                 |         |  |  |

| 6e journée               | Namibie             | 2 - 1   | Guinée   | Stade Sam Nujoma, Windhoek  |                             |
| 28 mars 2021 15:00 UTC+2 | Shalulile 45+2e 77e | (1 - 1) | 17e Kane | Arbitrage : Norman Matemera | Arbitrage : Norman Matemera |
| 28 mars 2021 15:00 UTC+2 | Rapport             |         |          | Arbitrage : Norman Matemera | Arbitrage : Norman Matemera |

| 28 mars 2021 | Mali    | 3 - 0 (Forfait) | Tchad |  |  |
|              |         |                 |       |  |  |
|              | Rapport |                 |       |  |  |

## Liste des buteurs
4 buts     
- Peter Shalulile

2 buts   
- Naby Keita
- Seydouba Soumah

1 but  
- Ahmat Abdraman
- Ézéchiel Ndouassel
- Mohamed Mady Camara
- Sékou Condé
- José Kanté
- Issiaga Sylla
- Mamadou Kane
- Mohamed Camara
- Moussa Djenepo
- Moussa Doumbia
- El Bilal Touré
- Sékou Koïta
- Adama Traoré
- Elmo Kambindu
- Chris Katjiukua

Contre son camp  (csc)
- Mathieu Adoassou (pour la Namibie)
- Issiaga Sylla (pour le Mali)